# Капітолій штату Північна Кароліна
Капітолій штату Північна Кароліна (англ. The North Carolina State Capitol) — громадська будівля адміністративного призначення початково споруджена для організованого розміщення усіх вищих органів влади штату, передусім легіслатури, губернатора та віце-губернатора і верховного суду штату. Перераховані органи влади розміщувалися у капітолії штату до 1888 року. У 1888 році з капітолія в окремі будівлі переїхали верховний суд та бібліотека штату, а 1963 Генеральна асамблея штату (легіслатура) перемістилася до новозбудованої споруди — Законодавчої Будівлі.
У теперішній час в будівлі капітолія Північної Кароліни залишилися тільки офіси губернатора та віце-губернатора та службовці їх апарату (найближчі співробітники). Губернатор, віце-губернатор та вказаний допоміжний персонал займають третій поверх будівлі.
Капітолій Північної Кароліни спроектовано у стилі неогрек. В плані будівля схожа на рівносторонній хрест (грецький) у центрі якого кругла ротонда, увінчана куполом. Проєкт капітолія належить архітектурній фірмі Ітіель Таун і Александр Джексон Девіс з Нью-Йорка. Спорудження тривало у 1833—1840 роках. В процесі будівництва до роботи на спорудою залучалися також інші архітектори. Будівля триповерхова, обійшлася штату у $ 532,682.34 (капітолій коштував у три рази більше загального річного доходу штату на той час).

### Додаткові посилання
- Johnson, Charles Earl. History of the Capitol // The North Carolina Booklet. — 1905. — Vol. V, No. 1. — North Carolina Society, Daughters of the Revolution. — P. 73 — 89.
- Cecil D. Elliott, “The North Carolina State Capitol, Section I — How lt Was Built” [Архівовано 16 грудня 2019 у Wayback Machine.] // Southern Architect. — May 1958. — P. 19 — 22.
- Cecil D. Elliott, “The North Carolina State Capitol, Section II — The Architects” [Архівовано 16 грудня 2019 у Wayback Machine.] // Southern Architect. — June 1958. — P. 23 — 26.
- Cecil D. Elliott, “The North Carolina State Capitol, Section III: The Architecture” [Архівовано 16 грудня 2019 у Wayback Machine.] // Southern Architect. — July 1958. — P. 24 — 27.
- N. C. State Capitol » History // North Carolina State Historic Sites [Архівовано 31 січня 2020 у Wayback Machine.]
- Cornerstone Laid at State Capitol, 1833 // North Carolina Department of Natural and Cultural Resources. [Архівовано 16 грудня 2019 у Wayback Machine.]
- State Capitol — NC Highway Historical Marker [Архівовано 30 січня 2020 у Wayback Machine.]
- Union Square by Jerry L. Cross, 2006 // NCpedia (from the Encyclopedia of North Carolina edited by William S. Powell.) [Архівовано 16 грудня 2019 у Wayback Machine.]
- State Capitol by Wiley J. Williams, 2006 // NCpedia (from the Encyclopedia of North Carolina edited by William S. Powell.) [Архівовано 14 грудня 2019 у Wayback Machine.]
- Capitol Square. City of Raleigh // National Register of Historic Places. Inventory-Nomination Form. [Архівовано 16 грудня 2019 у Wayback Machine.]
- Capitol Area Historic District (Raleigh, North Carolina) [Архівовано 1 травня 2020 у Wayback Machine.] // National Register of Historic Places. Inventory-Nomination Form. (page 3 etc.)
- Town, Ithiel (1784-1844) // NC Architects and Builders - NC State University [Архівовано 22 липня 2019 у Wayback Machine.]
- North Carolina State Capitol (Written by Shane Williams) // North Carolina History Project. Encyclopedia [Архівовано 22 липня 2019 у Wayback Machine.]